# Rothån
Rothån är en sjö i Malung-Sälens kommun i Dalarna och ingår i Göta älvs huvudavrinningsområde. Sjön har en area på 0,18 kvadratkilometer och ligger 460,1 meter över havet. Sjön avvattnas av vattendraget Rotån (Västra Rotån). Vid provfiske har abborre och gädda fångats i sjön.

## Delavrinningsområde
Rothån ingår i det delavrinningsområde (671147-137613) som SMHI kallar för Utloppet av Västra Rotsjön. Medelhöjden är 473 meter över havet och ytan är 23,4 kvadratkilometer. Det finns inga avrinningsområden uppströms utan avrinningsområdet är högsta punkten. Rotån (Västra Rotån) som avvattnar avrinningsområdet har biflödesordning 3, vilket innebär att vattnet flödar genom totalt 3 vattendrag innan det når havet efter 426 kilometer. Avrinningsområdet består mestadels av skog (34 procent) och sankmarker (56 procent). Avrinningsområdet har 1,55 kvadratkilometer vattenytor vilket ger det en sjöprocent på 6,6 procent.